# Siniavino
Siniavino (en russe : Синя́вино) est une commune urbaine de Russie dans le raïon de Kirovsk et l'oblast de Léningrad. Sa population s'élevait à 3 709 habitants en 2010.

## Géographie
Siniavino est située tout près de la rive sud-ouest du lac Ladoga, à 5 km au nord-est de Kirovsk et à 42 km à l'est de Saint-Pétersbourg.

## Histoire
La fondation de Siniavino remonte au XVIIe siècle. Elle reçut le statut de commune urbaine en 1930. La localité donna son nom aux offensives de Siniavino, opérations militaires de l'Armée rouge pendant la Seconde Guerre mondiale.

## Économie
Une des principales usines de volaille (fondée en 1997) de Russie se trouve à Siniavino, du nom de Severnaïa ,

## Population
Recensements (*) ou estimations de la population  :
| 1949  | 1959* | 1970* | 1979* |
| ----- | ----- | ----- | ----- |
| 1 500 | 1 847 | 1 664 | 1 665 |

| 1989* | 2002* | 2010* | - |
| ----- | ----- | ----- | - |
| 1 949 | 3 611 | 3 709 | - |